# Chris Powell
Pour les articles homonymes, voir Chris Powell (homonymie).
Christopher George Robin Powell (né le 8 septembre 1969 à Lambeth, Angleterre) est un footballeur anglais, qui évoluait au poste d'arrière gauche, aujourd'hui reconverti en entraîneur.

## Carrière

### En club
Powell commence sa carrière en 1987, comme jeune joueur de Crystal Palace, mais il a du mal à s'imposer. Il est ainsi prêté à Aldershot en 1990, avant de partir jouer à Southend United FC. De 1990 à 1996, il y dispute 248 matchs pour 3 buts. Il devient même le chouchou des supporters. 
En janvier 1996, Chris Powell signe à Derby County pour 1,2 M€, où il ne reste que deux saisons avant de rejoindre Charlton Athletic en 1998 pour la même somme. Il devient vite un titulaire indiscutable au sein des Addicks, et devient même l'un des meilleurs arrières gauches de Premier League, ce qui lui permet de rejoindre l'équipe d'Angleterre en 2001. 
En 2003, Charlton le prête à West Ham, où il joue un rôle majeur lors de la montée du club en Premier League. Durant l'été 2005, Powell revient à Charlton, où il retrouve sa place de titulaire; dû à son grand âge, il est de nouveau prêté cette fois-ci à Watford, où il dispute 15 matchs. Powell revient ensuite pour la troisième fois à Charlton où il reste encore une saison avant de partir à Leicester City en 2008. Il met un terme à sa carrière en 2010.

### En sélection nationale
Grâce à ses bonnes saisons avec Charlton Athletic, il est convoqué par le nouveau sélectionneur Sven Göran Eriksson en équipe d'Angleterre en février 2001, lors d'un match amical contre l'Espagne où il débute comme titulaire. À 31 ans, il est de nouveau titulaire lors du match suivant contre la Finlande. Il perd cependant vite sa place à la suite de l'éclosion du jeune Ashley Cole. Il ne joue ensuite plus que des bouts de matchs. 
Il reçoit sa dernière sélection contre les Pays-Bas en février 2002. Pour la Coupe du monde 2002, Powell ne sera pas retenu par Eriksson, lui préférant les jeunes Ashley Cole et Wayne Bridge.

### Entraîneur
Le 1er octobre 2010, il est nommé entraîneur par intérim de son ancien club Leicester City, à la suite du renvoi de Paulo Sousa. Il ne reste que trois jours avant l'arrivée de son ancien sélectionneur en équipe d'Angleterre, Sven Göran Eriksson. 
Chris Powell est nommé, le 14 janvier 2011, entraîneur de Charlton Athletic (3e division anglaise). Il obtient le titre de champion avec sa formation à l'issue de la saison 2011-2012. À la suite de son refus de prolonger son contrat, il met un terme à celui-ci en accord avec le club en mars 2014.
Le 3 septembre 2014, il devient l'entraîneur d'Huddersfield Town.

## Palmarès
Charlton Athletic
- League One
  - Champion : 2011-2012

## Distinctions personnelles
Charlton Athletic
- League One
  - Meilleur entraîneur du mois : novembre 2011[2], janvier[3] et février 2012[4]